# Mezoregion Marajó

Mezoregion Marajó

Mezoregion Marajó – mezoregion w brazylijskim stanie Pará, skupia 16 gmin zgrupowanych w trzech mikroregionach. Liczy 104.606,9 km² powierzchni.

## Mikroregiony
- Arari
- Furos de Breves
- Portel